# Maulbeerbaum von Dinoša

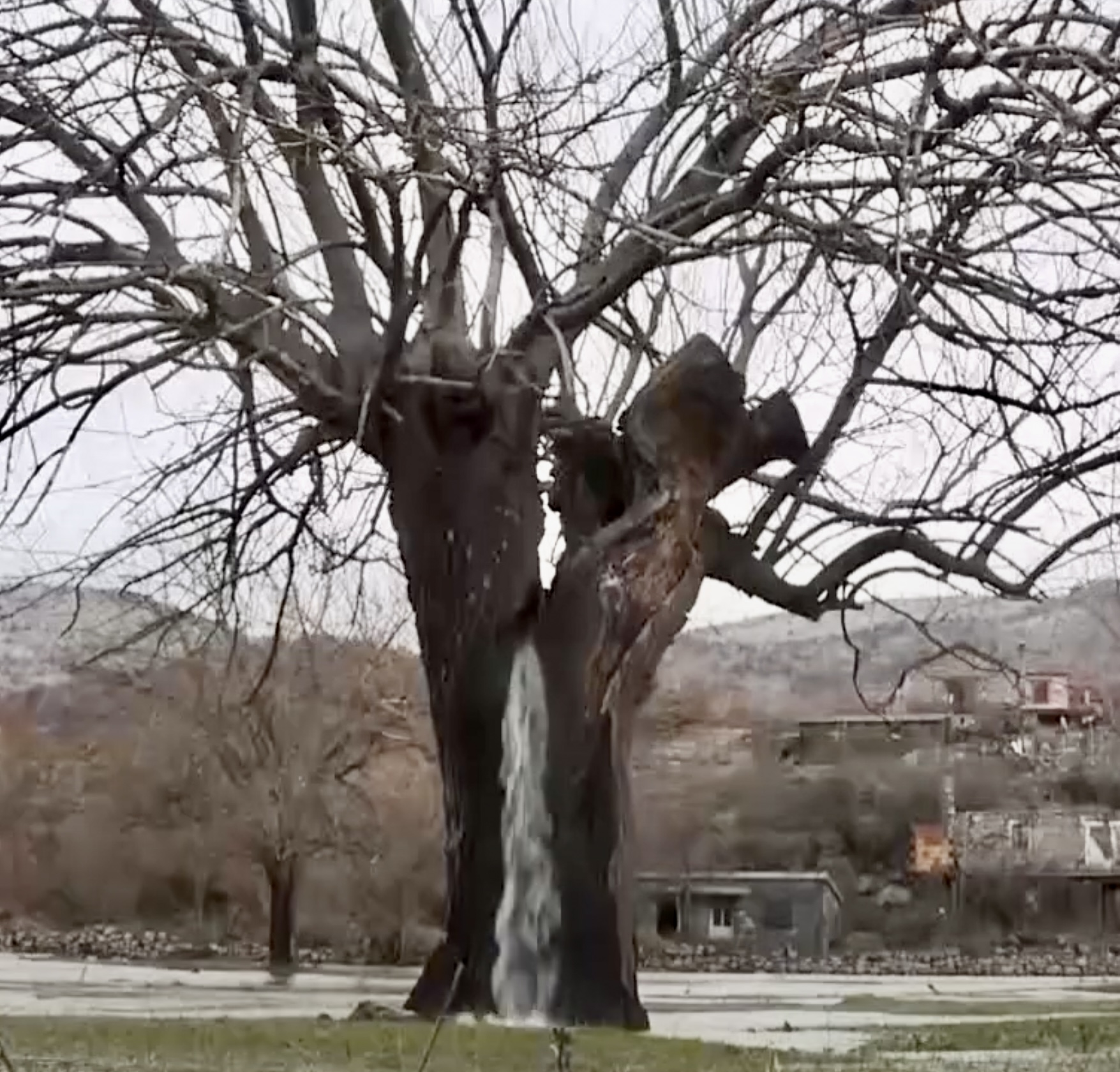
Der Maulbeerbaum von Dinoša

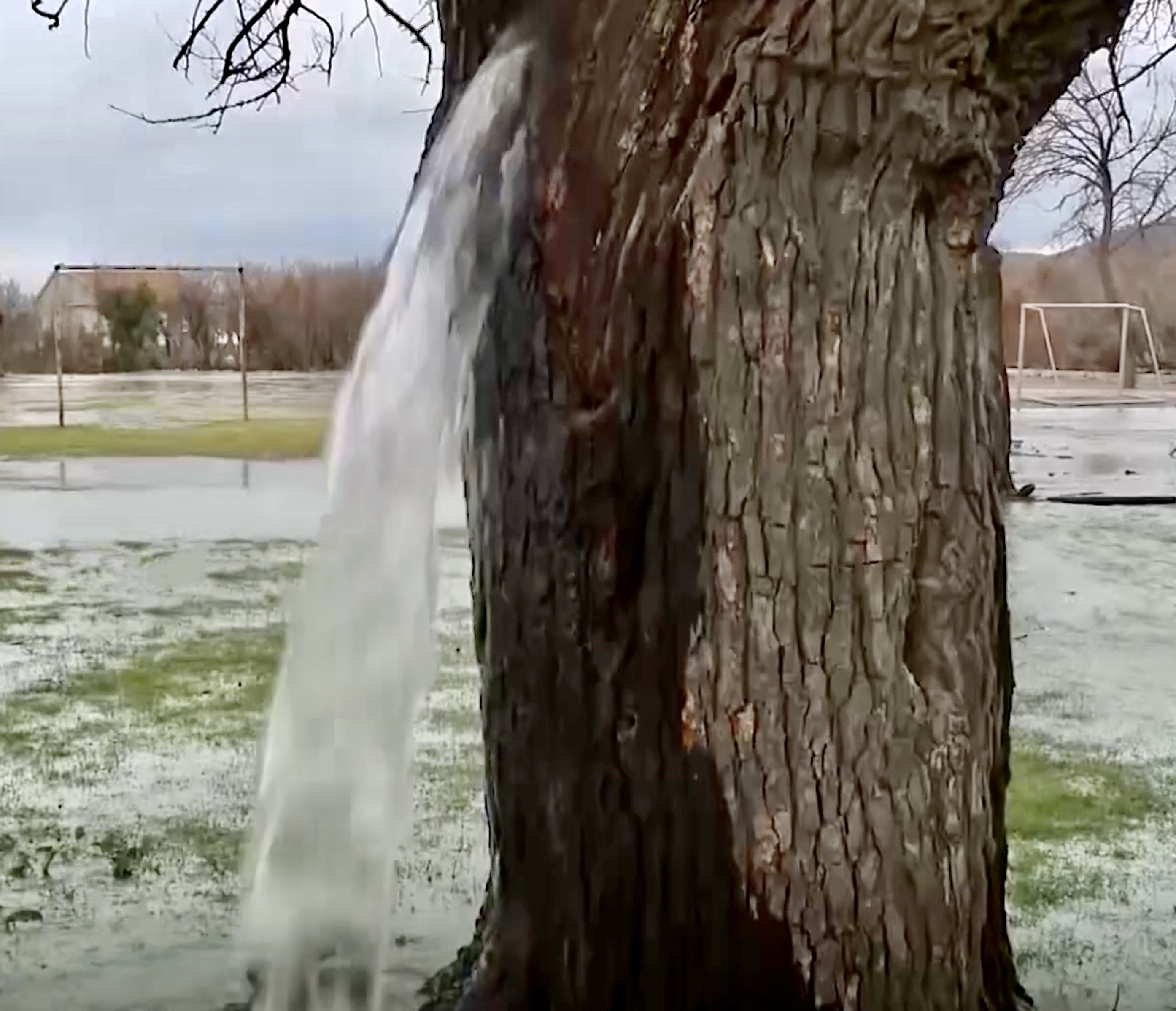
Wasser strömt in ca. 1,5 m Höhe aus dem Stamm des Maulbeerbaums

Der Maulbeerbaum von Dinoša ist ein markantes Exemplar eines Maulbeerbaums (Morus) im Dorf Dinoša (albanisch Dinosha) im Südosten von Montenegro. Er wurde über die Grenzen Montenegros hinaus bekannt, weil jedes Jahr nach starken Regenfällen ein kleiner „Wasserfall“ oben aus seinem Stamm strömt.

## Beschreibung
Das Dorf Dinoša liegt in der Nähe der kleinen Stadt Tuzi, etwa fünf Kilometer östlich der Hauptstadt Podgorica. Der Maulbeerbaum steht dort auf einem Sportgelände mit Wiesen und weiteren Bäumen. Sein Alter wurde für das Jahr 2022 auf etwa 100 bis 150 Jahre geschätzt. 
Gleich östlich vom Dorf Dinoša erheben sich die Ausläufer des von Karst geprägten Prokletije. Im Dorf gibt es mehrere Bäche, die von Quellen gespeist werden. Während der Schneeschmelze im Frühjahr oder bei starken Regenfällen überfließen die Quellen.
Wenn sich der Grundwasserdruck erhöht, wirken die Aushöhlungen des alten Maulbeerbaumes wie ein Überdruckventil für das im Untergrund fließende Wasser. Es wird durch einen ausgehöhlten Teil des Baumes nach oben gedrückt und strömt in einer Höhe von etwa anderthalb Metern aus dem Stamm. Nach starken Regenfällen sprudelt einen oder zwei Tage lang Wasser aus dem Baum, während der Druck der unterirdischen Wasserströme durch den Hohlraum im Stamm entlastet wird.
Die Einwohner von Dinoša beobachten das Phänomen regelmäßig seit den 1990er Jahren.
Ein Video über das Naturphänomen, das jedes Jahr einmal auftritt, ging 2018 viral. Der „Wunderbaum von Dinoša“ entwickelte sich zu einer Sehenswürdigkeit und Touristenattraktion. Insbesondere englischsprachige Medien wie BBC News, Euronews, Radio Free Europe, Newsweek und die India Times berichteten darüber.